# On the Firing Line with the Germans
Pour plus de détails, voir Fiche technique et Distribution.
On the Firing Line with the Germans est un film documentaire américain réalisé par Wilbur Durborough et Irving G. Ries en 1915. Le film a été entièrement restauré en 2015 par la Bibliothèque du Congrès.

## Synopsis
Pendant la Première Guerre mondiale, on suit le quotidien de l'Armée Impériale allemande dans sa progression vers l'est à travers la Pologne. On retrouve ainsi des images non censurées de batailles réelles ainsi que des scènes de la vie dans les camps militaires, des soldats en convalescence, de la logistique, de personnalité du régime et des prisonniers de guerre capturés qu'ils soient anglais, français ou russes. Le film s'achève sur des images qui donnent à réfléchir sur le sort de la population civile durant le conflit.

## Fiche technique
- Titre : On the Firing Line with the Germans
- Réalisation : Wilbur Durborough et Irving G. Ries
- Société de production : Industrial Moving Picture Company
- Pays d'origine : États-Unis
- Format : 1.33 : 1
- Langue : Anglais
- Genre : Film documentaire
- Durée : 90 minutes
- Date de sortie : 28 novembre 1915

## Documentaire
En 2019, l'épisode 6 de la saison 6 de la série Mystère d'Archives, intitulé Reportage dans l'Allemagne en guerre, aborde ce film.